# Pierre Joseph François Bodin
Pour les articles homonymes, voir Bodin.
Pierre Joseph François Bodin est un homme politique français, né à Tours le 2 mars 1748 et mort à Blois le 4 septembre 1809. Député de 1792 à 1797, il réussit à ne pas voter la mort du roi et à s'opposer aux montagnards, tout en conservant lui-même la vie à travers la tourmente révolutionnaire. 
Il est fréquemment confondu avec Vincent Jacques Bodin (1758-1832), député au Conseil des Cinq-cents.

## Biographie
Pierre Joseph François Bodin est le fils de Pierre Simon Bodin, salpêtrier du roi, et de Françoise Estevou. Après avoir été soldat au régiment de Navarre, il s'installe comme chirurgien à Montrichard (Loir-et-Cher), puis à Limeray (Indre-et-Loire), où il devient maire de cette commune à partir de 1789. Partisan des idées nouvelles, il fut élu de justesse député à la Convention nationale, le 6 septembre 1792, avec 216 voix sur 431 votants. Il y siégea avec les modérés du marais.

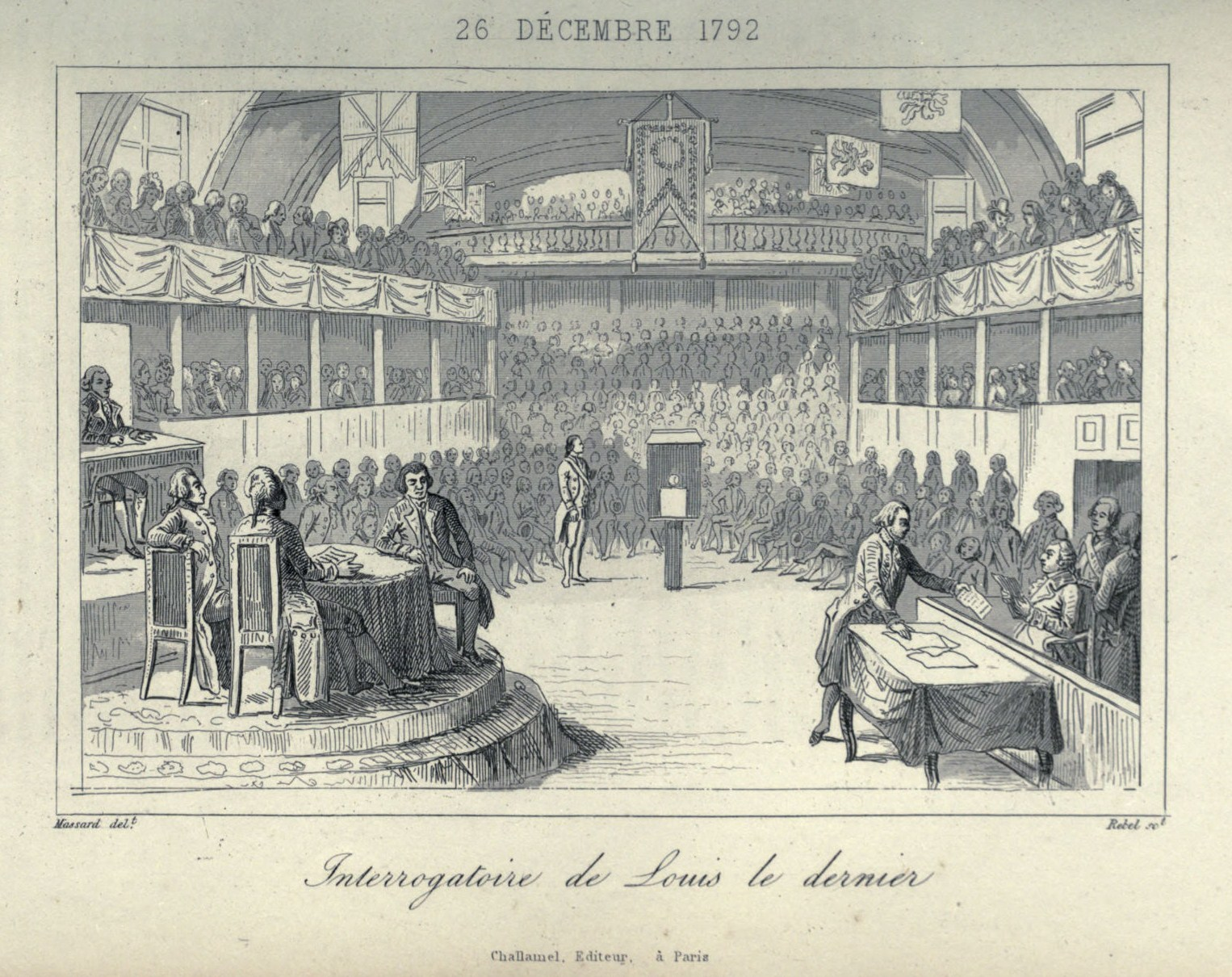
Jugement de Louis XVI par la Convention nationale

Il vota pour la réclusion et la déportation de Louis XVI, contre l'opinion de nombre de ses électeurs. Il justifia ainsi sa décision :
« Louis a rompu le contrat social qui l'unissait au peuple, il a parjuré son serment et conspiré contre la liberté. Tels sont les crimes et tel est le coupable sur le sort duquel il s'agit de se prononcer, non en juges, mais en hommes d'État; non en gens passionnés, mais en hommes sages, lisant dans le passé, réfléchissant sur l'avenir et de manière à faire tourner le sort de Louis au plus grand bien de la République. Donc, comme le monde entier nous contemple, que la postérité nous jugera et que le salut public dépend de notre détermination, comme on n'est pas grand par de grandes exécutions, mais par de grands exemples de modération et d'humanité; par des actes de prudence et non par le sentiment de la haine et l'amour de la vengeance; comme enfin jamais un holocauste de sang humain ne peut fonder la liberté, je vote pour la réclusion de Louis et de sa famille, et pour leur déportation à la paix. »
À la question « Y aura-t-il un sursis à l'exécution du jugement de Louis Capet ? » il répondit « Oui ». 
Par la suite, il monta plusieurs fois à la tribune pour combattre les mesures violentes proposées par la Montagne.
En 1794 il fit décréter la liberté pour les entreprises de voitures publiques; il parla à diverses reprises avec Bourdon de l’Oise en faveur des suspects détenus et obtint un décret qui dispensait les indigents de participer à la garde nationale. 
Du 27 juin au 23 novembre 1795, il eut à remplir une mission à l'Armée de l'Ouest où il fit preuve de modération et de sang-froid. À cette occasion, il profita de son passage à Tours pour y faire libérer un certain nombre de ses compatriotes qui avaient été injustement emprisonnés.
Le 14 octobre 1795, le département d'Indre-et-Loire l'élut député au Conseil des Cinq-Cents, par 135 voix sur 251 votants. Il cessa de faire partie de cette assemblée le 20 mai 1797. Le 6 décembre 1797 il est nommé inspecteur de la loterie nationale en Loir-et-Cher, dans le Cher, en Indre-et-Loire et dans la Creuse. Il fut finalement nommé capitaine de gendarmerie à Blois où il mourut.
Marié avec Françoise Emmanuelle Mesnard, il est le père d' Étienne Soulange-Bodin.

## Ouvrage et rapports
- Mon opinion sur l'affaire de Louis Capet (1793) 7 pages
- Rapport fait au nom du Comité militaire sur la réorganisation de la garde nationale des départemens (1795) 14 pages
- Essai sur les accouchements Lemaire (1796) 136 pages[5]